# Scopula luteicollis
Scopula luteicollis är en fjärilsart som beskrevs av Louis Beethoven Prout 1938. Scopula luteicollis ingår i släktet Scopula och familjen mätare. Inga underarter finns listade.